# Altenhagen
Altenhagen es un municipio situado en el distrito de Llanura Lacustre Mecklemburguesa, en el estado federado de Mecklemburgo-Pomerania Occidental (Alemania), a una altitud de 90 metros. Su población a finales de 2016 era de 300 habs. y su densidad poblacional, 3 hab/km².
La iglesia del pueblo de Altenhagen es un edificio rectangular con entramado de madera y sin torres y fue construida como "iglesia de emergencia" en la segunda mitad del siglo XVIII. Fue renovado en 1993 y recibió algunos muebles nuevos. El púlpito procede del antiguo altar barroco.